# Глибокошістка
Глибокошістка — це роман американського науко-фантаста Джека Макдевідта.

## Сюжет
Хатчін веде екіпаж космічних археологів у присцилі "Hutch" для вивчення втраченої цивілізації на планеті Maleiva III (також відому як Глибокошістка) лише за кілька тижнів до того, як планета буде знищена наближенням та зіткненням із газовим гігантом.

## Нагороди
Глибокошістка стала фіналістом меморіальної премії імені Джона Кемпбелла за найкращий науково-фантастичний роман.